# Lina Mayer (album)
Lina Mayer è l'album di debutto eponimo della cantante slovacca Lina Mayer, pubblicato il 4 aprile 2019.

## Tracce
1. Falling – 3:23
2. Don't Leave Me Now – 3:33
3. Personal Sky – 3:21
4. Take Me Home – 3:03
5. So High – 4:04
6. Nothing – 3:28
7. Tell Me Why – 3:21
8. This Time – 3:36
9. Lilly (feat. Call Me Steve) – 2:56
10. Fear – 5:05
11. Nothing (versione acustica) – 3:44
12. Personal Sky (versione acustica) – 3:45

## Classifiche
| Classifica (2019) | Posizione massima |
| ----------------- | ----------------- |
| Slovacchia        | 50                |